# Hochzeitsmühle Dennewitz

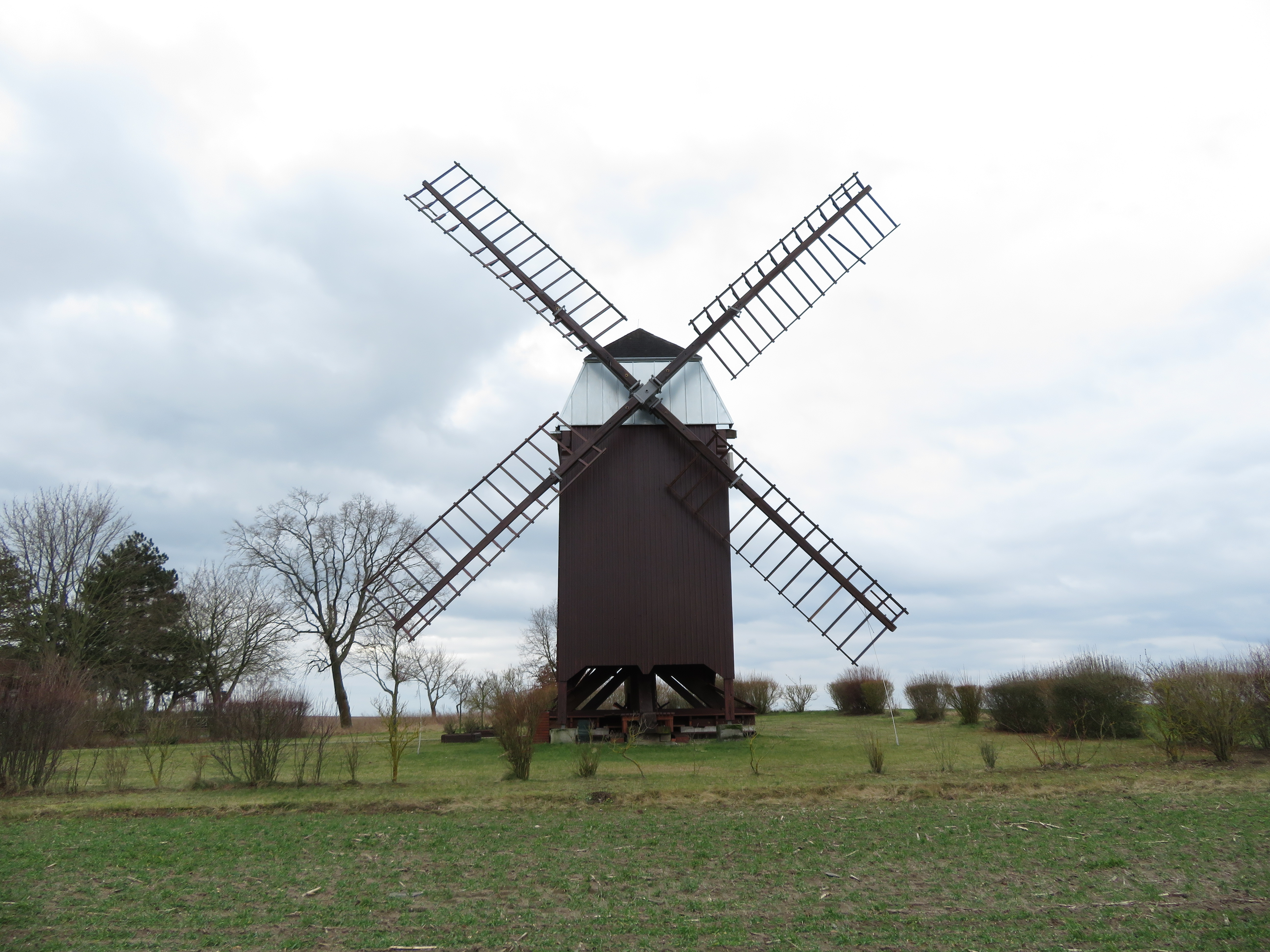
Hochzeitsmühle Dennewitz, Frontseite

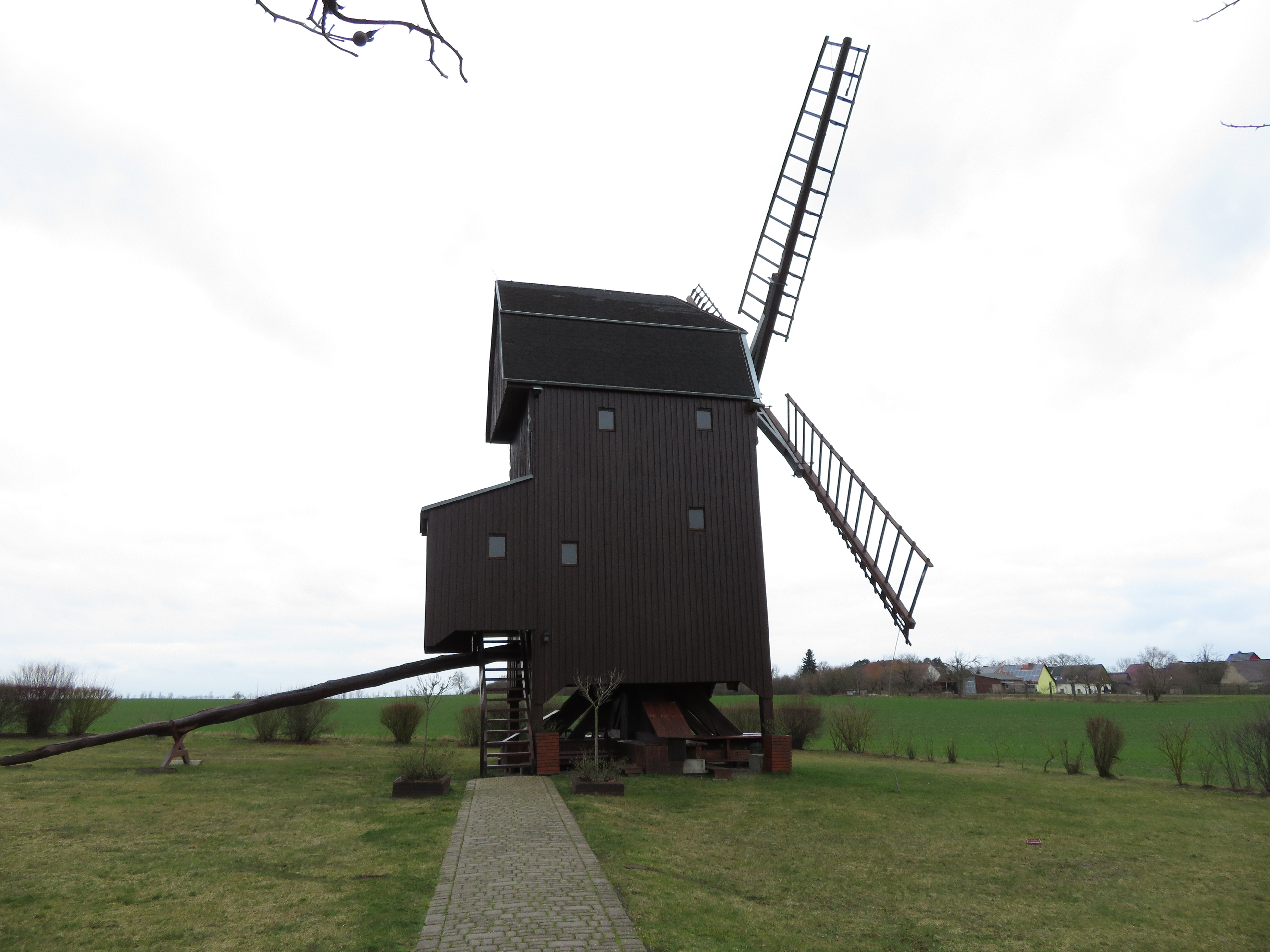
Hochzeitsmühle Dennewitz, Straßenseite

Die Hochzeitsmühle Dennewitz ist eine historische Bockwindmühle im Ortsteil Dennewitz der Gemeinde Niedergörsdorf im Landkreis Teltow-Fläming (Brandenburg). Diese Bockwindmühle stand jedoch nicht ursprünglich an diesem Standort, sondern wurde 1994/96 aus Kaltenborn hierher versetzt und rekonstruiert. Sie ist heute Außenstelle des Standesamtes Niedergörsdorf und wird unter dem touristischen Namen Hochzeitsmühle geführt.

## Lage
Die Hochzeitsmühle Dennewitz liegt südlich des Ortskerns wenige Meter westlich der Wittenberger Straße. Sie steht in einem kleinen, von Hecken umgebenen rechteckigen Park. Straße und Park sind durch einen entlang der Straße verlaufenden Graben getrennt. Der Zugang erfolgt über ein Brückchen und ein hölzernes Tor. Die Mühle ist im Ortskern von Dennewitz an der Kreuzung bei der Dorfkirche als Hochzeitsmühle ausgeschildert. Vor der Versetzung der Bockwindmühle aus Kaltenborn soll an dieser Stelle eine Feldscheune gestanden haben.

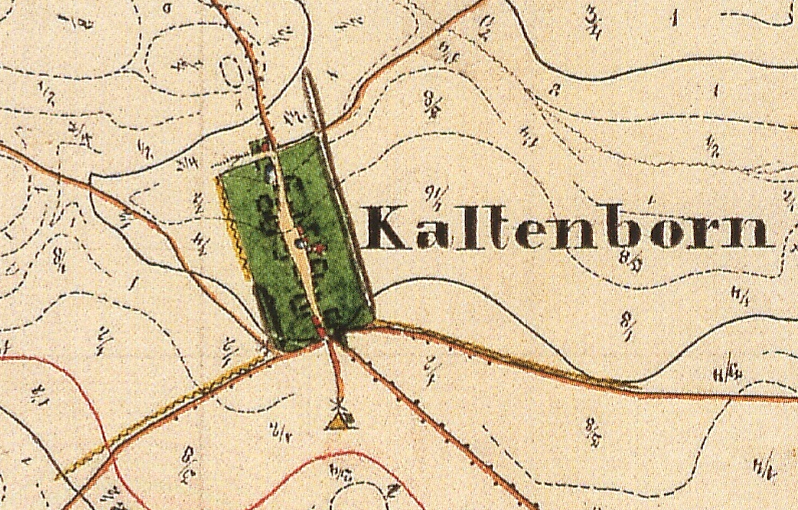
Kaltenborn auf dem Urmesstischblatt 4043 Blönsdorf von 1851, mit Standort der Kaltenborner Bockwindmühle

## Geschichte
Dennewitz besaß ursprünglich auch eine Bockwindmühle, die am westlichen Dorfende unmittelbar jenseits der Bahnstrecke Berlin–Halle stand. Sie wurde 1648 erstmalig erwähnt und wurde erst 1973 – völlig unverständlicherweise – abgerissen.

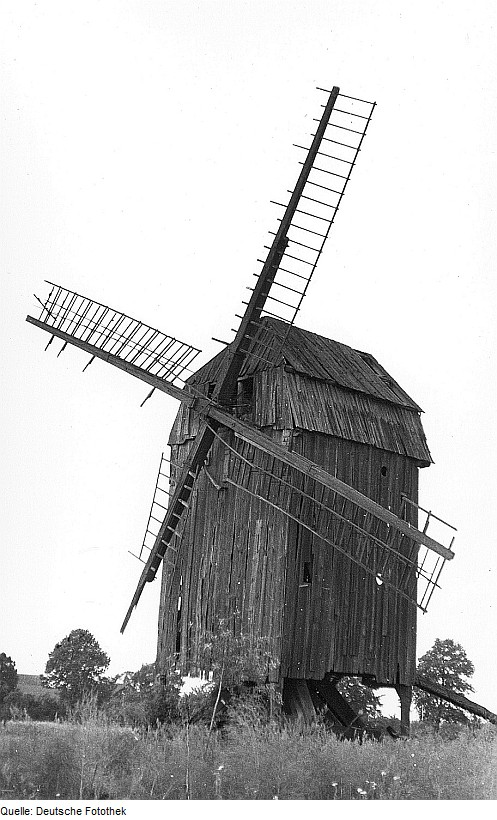
Die Kaltenborner Bockwindmühle am ursprünglichen Standort, Zustand 1972

Vermutlich in der Erinnerung an diese Dennewitzer Bockwindmühle und um die Windmühlentradition im Ort gewissermaßen fortzusetzen, erwarb die Gemeinde Dennewitz 1994 die 1828 errichtete und 1978 durch einen Blitzschlag und anschließenden Brand beschädigte Bockwindmühle in Kaltenborn. 1996 wurde die Bockwindmühle am heutigen Standort aufgebaut und rekonstruiert. Dazu wurden auch Teile einer abgerissenen Bockwindmühle aus Illmersdorf verwendet.
Der Mühlenkasten ist auf allen Seiten verbrettert. Das Mansarddach steht auf der Eingangsseite über. Von der Kaltenborner Bockwindmühle wurden wieder verwendet: der Hausbaum, der Mehlbalken, zwei Fugbalken, vier kleine Stützen, vier große Stützen, vier Sattelhölzer, die Rutenwelle, das Kammrad, ein hinterer Wellbalken, ein hinterer Traufbalken und der Läuferstein; insgesamt sind etwa 20 % der Bausubstanz somit noch original, der Rest wurde mit neuen Teilen rekonstruiert. Vier kleine Rechteckfensterchen auf der Ostseite erhellen den Innenraum. Die Mühle ist heute nicht mehr drehbar, sondern mit vier Stützen an den vier Kanten fest im Boden verankert.
Die Bockwindmühle ist heute eine Außenstelle des Standesamtes Niedergörsdorf und wird unter dem Namen Hochzeitsmühle Dennewitz touristisch vermarktet. 1998 wurde sie mit der ersten Trauung offiziell eingeweiht.